# 斯特拉福德 (新罕布什爾州)
斯特拉福德（英語：Strafford）是一個位於美國新罕布什爾州斯特拉佛縣的鎮。

## 人口
根據2020年美國人口普查的數據，斯特拉福德的面積為132.70平方千米，當中陸地面積為127.00平方千米，而水域面積為5.70平方千米。當地共有人口4230人，而人口密度為每平方千米32人。